# 尊祐法親王
尊祐法親王（1697年9月10日—1747年10月21日），字義啟，俗名庶康，幼名寬宮，是日本江戶時代中期的法親王，生父母是伏見宮邦永親王及家女房，伏見宮貞建親王的異母弟。

## 經歷
元祿十二年（1699年）寬宮繼承青蓮院，寶永六年（1709年）十二月為靈元天皇養子，次年（寶永七年、1710年）受親王宣下，賜名庶康，一個月後入寺得度，法號尊祐。享保五年（1720年）八月敘一品，到元文元年（1736年）十二月昇叙一品。同時，他在正德四年（1714年）至延享四年（1747年）四度擔任天台座主，並在任內去世，葬粟田山。
| 宗教頭銜          | 宗教頭銜 | 宗教頭銜          |
| ----------------- | --- | ----------------- |
| 前任： 英宮       | 青蓮院門跡 第52世 | 繼任： 尊英法親王 |
| 前任： 道仁法親王 | 天台座主 第195世 1714年6月15日－1718年7月10日 第198世 1723年1月25日－1731年7月1日 第201世 1733年6月30日－1736年8月30日 第204世 1745年10月11日－1747年10月21日 | 繼任： 公寬法親王 |
| 前任： 道仁法親王 | 天台座主 第195世 1714年6月15日－1718年7月10日 第198世 1723年1月25日－1731年7月1日 第201世 1733年6月30日－1736年8月30日 第204世 1745年10月11日－1747年10月21日 | 繼任： 公寬法親王 |
| 前任： 道仁法親王 | 天台座主 第195世 1714年6月15日－1718年7月10日 第198世 1723年1月25日－1731年7月1日 第201世 1733年6月30日－1736年8月30日 第204世 1745年10月11日－1747年10月21日 | 繼任： 堯恭法親王 |
| 前任： 公遵法親王 | 天台座主 第195世 1714年6月15日－1718年7月10日 第198世 1723年1月25日－1731年7月1日 第201世 1733年6月30日－1736年8月30日 第204世 1745年10月11日－1747年10月21日 | 繼任： 堯恭法親王 |